# Rissoina allemani
Rissoina allemani is een slakkensoort uit de familie van de Rissoidae. De wetenschappelijke naam van de soort is voor het eerst geldig gepubliceerd in 1931 door Bartsch.